# Ameles assoi
Ameles assoi är en bönsyrseart som beskrevs av Bolivar 1873. Ameles assoi ingår i släktet Ameles och familjen Mantidae.

## Underarter
Arten delas in i följande underarter:
- A. a. melillense
- A. a. assoi